# Terinos helleri
Terinos helleri är en fjärilsart som beskrevs av Hans Fruhstorfer 1906. Terinos helleri ingår i släktet Terinos och familjen praktfjärilar. Inga underarter finns listade i Catalogue of Life.